# Голіков Микола Іванович (футболіст, 1950)
Голіков Микола Іванович (нар. 20 березня 1950) — радянський футболіст, що виступав на позиції захисника.
Починав грати у 1967 році у команді класу «Б» «Дніпро» Черкаси. У ході сезону-1971 перейшов до клубу першої ліги «Металург» Запоріжжя. 1973 відіграв у команді вищої ліги «Пахтакор» Ташкент. У 1976—1977 роках грав у вищій лізі за «Дніпро», завершив кар'єру 1978 року в клубі «Дніпро» Черкаси.